# 40 翼ふたたび
『40 翼ふたたび』（フォーティ つばさふたたび）は、石田衣良による日本の小説。
週刊現代にて2005年1月22日号から8月20・27日号の期間に連載されたのち、2006年2月に講談社から単行本、2009年2月には講談社文庫から文庫本が刊行された。
独立し自分でフリーの広告代理業を営む40歳の中年男・吉松喜一。日記代わりに始めた閲覧数最低のブログを通じて、仕事が舞い込むようになるが、それらの客は仕事と同時に厄介事を持ち込んでくる、ひと癖も、ふた癖もある人間ばかりだった。

## あらすじ
真夜中のセーラー服
喜一はAV女優・本山アリサから、腐れ縁であるIT業界の風雲児・平岡大成の味方になってあげてほしいと頼まれる。平岡は自分が興した会社を追われ、生きる目的を見失っていた。
もどれないふたり
銀行員となった2人の同級生、前原と伴に喜一は同窓会で再会する。かつて別々の銀行で働いていた2人であったが、銀行再編の波にのまれ今では同じ銀行、同じ支店で、出世を競うライバルになっていた。
翼ふたたび
年金と駐輪場で稼ぐわずかな収入で暮らす老人から、23年間部屋に引きこもる息子・飯田英志を救ってほしいと頼まれる。働くことなく生きてきた、自分と同い年の英志を快く思わない喜一は、依頼された期間だけ彼の元に通い、結果に関係なく集金して依頼を終わらせようと考える。
ふたつの恋が終わるとき
かつて一緒に働いていた大手広告会社の後輩・浅倉和可奈から、不倫の関係にある恋人と別れるため、新しい彼氏のふりをしてほしいと頼まれる。
われら、地球防衛軍
資本金1円で裕福な家庭の子女を自宅へ送迎するサービスを始めた出井啓太。元フリーターである出井の社会性の無さを危惧する喜一であるが、出井の狙いと要望をくみ取り、作りあげた広告の効果は意外なものだった。
はい、それまでよ
酒、タバコ、ギャンブルを愛するコピーライターの卓巳。肺がんと宣告され、5年後の生存率が25％を切る低い確率であることを知る。
日比谷オールスターズ
出版社から、新しい求人誌の創刊に合わせ、40代以降の再就職支援するイベントのコンペに参加を打診された喜一。名の通った有力な広告代理店も参加し、それらの競合相手に勝てる企画を短期間で提案するのは難しい。しかし、かつて仕事を組んだ仲間たち「ゴールデン・ファイブ」と仕事が出来たなら、面白いイベントの企画が思いつくかもしれない。そう考えた喜一は、昔の伝手をたどりながら、彼らを一人ひとり探し始める。

## 登場人物
吉松 喜一（よしまつ きいち）
40歳。既婚。かつては大手広告代理店で活躍していが、転職先で躓いた後は、モリタニADに机を置かせてもらいながら、何でも請け負うフリーのプロデューサーとなる。妻の涼子はラジオ局のディレクター
都留 佐和子（つる さわこ）
モリタニADのアシスタント。20代半ばの独身女性。歌舞伎が大好きで、歌舞伎座に通うのにアクセスの良いモリタニADに就職する。
盛 卓巳（もり たくみ）
モリタニADのコピーライター。モリタニADのモリ。自己表現に走り過ぎず、クライアントの要望を的確に汲み取って作るコピーは業界内の評価も高い。酒、タバコ、ギャンブルを愛する無頼派。
谷内 良平（たにうち りょうへい）
モリタニADのデザイナー。モリタニADのタニ。卓巳とは違い、経営者の感覚を持ち合わせている。家庭があるが、あまり家には帰りたがらず、時々事務所に泊まることもある。吉松の10年来の仕事仲間で、友人でもある。

## 書籍情報
石田衣良『40（フォーティ） 翼ふたたび』
- 単行本：2006年2月、講談社 ISBN 4-06-213300-8
- 文庫本：2009年3月24日発売、講談社文庫、ISBN 978-4-06-276269-4